# Synalpheus paraneomeris
Synalpheus paraneomeris är en kräftdjursart som beskrevs av H. Coutière 1905. Synalpheus paraneomeris ingår i släktet Synalpheus och familjen Alpheidae. Inga underarter finns listade i Catalogue of Life.